# Giro de Italia 1938
La 26.ª edición del Giro de Italia se disputó entre el 7 y el 29 de mayo de 1938, con un recorrido de 18 etapas, tres de ellas dobles, y 3645 km, que el vencedor completó a una velocidad media de 33,272 km/h. La carrera comenzó y terminó en Milán.
Tomaron la salida 94 participantes, de los cuales 50 terminaron la carrera. 
Esta edición del Giro no contó con la presencia del vencedor en las dos últimas ediciones de la carrera, Gino Bartali. Valetti, segundo en 1937, se impuso en la clasificación general, además de adjudicarse tres etapas y la clasificación de la montaña.

## Etapas
| Etapa | Recorrido                       | Km         | Ganador           | Líder             |
| 1.ª   | Milán-Turín                     | 182        | Marco Cimatti     | Marco Cimatti     |
| 2.ª   | Turín-San Remo                  | 204        | Mario Vicini      | Mario Vicini      |
| 3.ª   | San Remo-San Margharita Ligure  | 172        | Giovanni Gotti    | Cesare del Cancia |
| 4.ªa  | San Margharita Ligure-La Spezia | 81         | Giovanni Valetti  | Cesare del Cancia |
| 4.ªb  | La Spezia-Montecatini Terme     | 110        | Walter Generati   | Cesare del Cancia |
| 5.ª   | Montecatini Terme-Chianciano    | 184        | Salvatore Crippa  | Cesare del Cancia |
| 6.ª   | Chianciano-Rieti                | 160        | Adolfo Leoni      | Cesare del Cancia |
| 7.ªa  | Rieti-Terminillo                | 19.8 (CRI) | Giovanni Valetti  | Cesare del Cancia |
| 7.ªb  | Rieti-Roma                      | 152        | Cino Cinelli      | Cesare del Cancia |
| 8.ª   | Roma-Nápoles                    | 234        | Raffaele Di Paco  | Cesare del Cancia |
| 9.ª   | Nápoles-Lanciano                | 221        | Giordano Cottur   | Giovanni Valetti  |
| 10.ª  | Lanciano-Ascoli Piceno          | 149        | Raffaele Di Paco  | Giovanni Valetti  |
| 11.ª  | Ascoli Piceno-Ravenna           | 268        | Cino Cinelli      | Giovanni Valetti  |
| 12.ª  | Ravenna-Treviso                 | 199        | Raffaele Di Paco  | Giovanni Valetti  |
| 13.ª  | Treviso-Trieste                 | 207        | Cesare del Cancia | Giovanni Valetti  |
| 14.ª  | Trieste-Belluno                 | 243        | Olimpio Bizzi     | Giovanni Valetti  |
| 15.ª  | Belluno-Recoaro                 | 154        | Giovanni Valetti  | Giovanni Valetti  |
| 16.ª  | Recoaro-Bérgamo                 | 272        | Diego Marabelli   | Giovanni Valetti  |
| 17.ª  | Bérgamo-Varese                  | 154        | Cesare del Cancia | Giovanni Valetti  |
| 18.ªa | Varese-Locarno                  | 100        | Leo Amberg        | Giovanni Valetti  |
| 18.ªb | Locarno-Milán                   | 180        | Olimpio Bizzi     | Giovanni Valetti  |

## Clasificaciones
| \| 1. \| Giovanni Valetti \| Italia \| 112h 49' 28" \| \| 2. \| Ezio Cecchi \| Italia \| + 8:52s \| \| 3. \| Severino Canavesi \| Italia \| + 9:06s \| \| 4. \| Settimo Simonini \| Italia \| + 15:50s \| \| 5. \| Michele Benente \| Italia \| + 19:40s \| \| 6. \| Walter Generati \| Italia \| + 22:02s \| \| 7. \| Cesare del Cancia \| Italia \| + 24:07s \| \| 8. \| Karl Litschi \| Suiza \| + 29:24s \| \| 9. \| Ruggiero Balli \| Italia \| + 32:23s \| \| 10. \| Aladino Mealli \| Italia \| + 38:38s \| |                   |        |              |
| 1. | Giovanni Valetti  | Italia | 112h 49' 28" |
| 2. | Ezio Cecchi       | Italia | + 8:52s      |
| 3. | Severino Canavesi | Italia | + 9:06s      |
| 4. | Settimo Simonini  | Italia | + 15:50s     |
| 5. | Michele Benente   | Italia | + 19:40s     |
| 6. | Walter Generati   | Italia | + 22:02s     |
| 7. | Cesare del Cancia | Italia | + 24:07s     |
| 8. | Karl Litschi      | Suiza  | + 29:24s     |
| 9. | Ruggiero Balli    | Italia | + 32:23s     |
| 10. | Aladino Mealli    | Italia | + 38:38s     |

| \| 1. \| Giovanni Valetti \| Italia \| - \| \| 2. \| Giordano Cottur \| Italia \| - \| \| 3. \| Ezio Cecchi \| Italia \| - \| |                  |        |   |
| 1. | Giovanni Valetti | Italia | - |
| 2. | Giordano Cottur  | Italia | - |
| 3. | Ezio Cecchi      | Italia | - |

| \| 1. \| Gloria-Ambrosiana \| Italia \| GLO \| - \| |                   |        |     |   |
| 1.                                                  | Gloria-Ambrosiana | Italia | GLO | - |